# The Mad Stuntman
The Mad Stuntman, właśc. Mark Quashie (ur. w 24 stycznia 1966 w Trynidadzie i Tobago) – trynidadzki muzyk.
Pseudonim Quashiego, The Mad Stuntman, oznacza po angielsku szalony kaskader. Pochodzi od nazwy serialu telewizyjnego The Fall Guy, Lee Majorsa.
Występował w zespole Reel 2 Real, z którym śpiewał, m.in.: przebój „I Like to Move It”, wykorzystany w filmie animowanym Madagaskar. Napisał oraz pracował przy wielu produkcjach muzycznych.